# Nomenclatura planetària

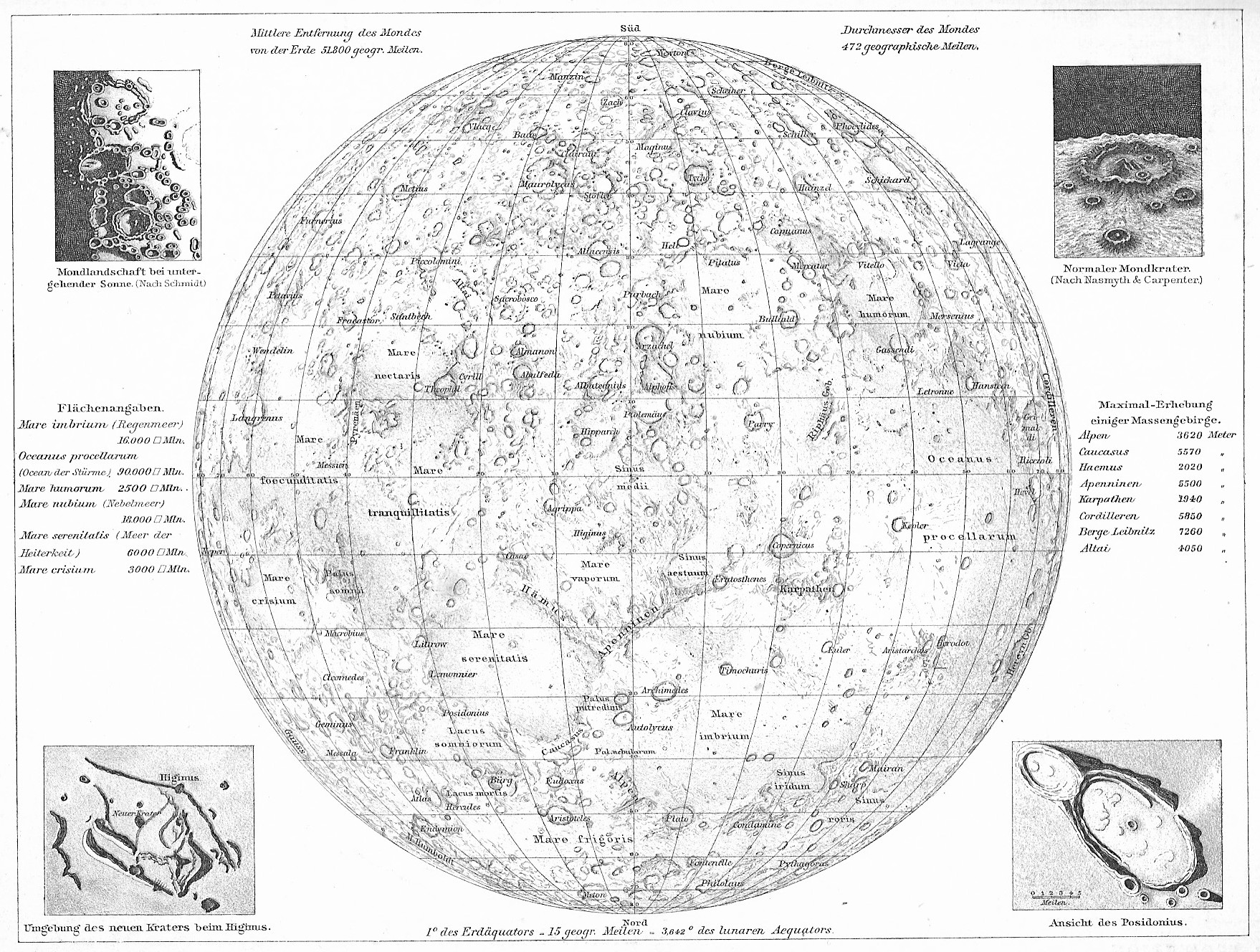
Un mapa de la Lluna, de la 1a edició de l'Andrees Allgemeiner Handatlas (1881), anterior als convenis de la UAI

La nomenclatura planetària, com la nomenclatura terrestre, és un sistema d'identificació únic dels accidents o trets (en anglès, features) de la superfície d'un planeta o satèl·lit natural, de manera que aquests accidents poden ser fàcilment localitzats, descrits i discutits. La tasca d'assignar noms oficials als accidents és presa per la Unió Astronòmica Internacional (UAI) des de la seva fundació el 1919 i és la part de les convencions sobre nomenclatura astronòmica que concerneixen els planetes.

## Com aprova els noms la UAI
Quan s'obtenen per primera vegada imatges de la superfície d'un planeta o satèl·lit, es tria un tema per designar-ne els accidents i, en general, els membres del grup adequat de la UAI (un grup comunament acceptat per donar nom als planetes) anomenen alguns dels accidents més importants. Més tard, quan ja estan disponibles mapes i imatges de major resolució, s'anomenen nous accidents, a petició d'investigadors cartogràfics o aquells que descriuen accidents, superfícies o formacions geològiques específiques. Qualsevol persona pot suggerir un nom particular, que serà considerat per un grup de treball: si els membres del grup estan d'acord que el nom és apropiat, aquest nom pot ser retingut per ser usat quan hi hagi una petició d'un membre de la comunitat científica per denominar un accident específic. Els noms que hagin estat revisats amb èxit per un grup de treball es presenten al «Grup de Treball per a la Nomenclatura del Sistema Planetari» de la UAI (en anglès, Working Group for Planetary System Nomenclature, conegut per les seves sigles WGPSN). Després que els noms hagin estat revisats amb èxit pels membres del WGPSN, es consideren aprovats provisionalment i es poden utilitzar en mapes i publicacions, sempre que s'indiqui clarament el caràcter de provisional. Els noms provisionals, a continuació, es presenten per a la seva aprovació a l'Assemblea General de la UAI, que abans es reunia cada tres anys, però que ara adopta contínuament la nomenclatura d'accidents planetaris quan són necessaris. Un nom no es considera oficial, és a dir, adoptat, fins que l'Assemblea General n'hagi donat l'aprovació.

## Normes i convencions de la UAI
Les denominacions adoptades per la UAI han de seguir les diverses normes i convencions establertes i modificades al llarg dels anys per aquesta agrupació. Són les següents:
1. La nomenclatura és una eina, i la primera consideració és que ha de ser senzilla, clara i sense ambigüitats.
2. Els accidents la dimensió més llarga dels quals sigui inferior a 100 metres no tindran noms oficials, tret que tinguin un interès científic excepcional.[2]
3. El nombre de noms triats per a cada cos astronòmic ha de ser mínim, i la seva col·locació es regirà per les exigències de la comunitat científica.
4. S'ha d'evitar la duplicació del mateix nom en dos o més cossos planetaris.
5. Els noms triats per a cada cos planetari han de ser expressats en la llengua d'origen. S'admet la transliteració d'alfabets diferents, però no la traducció d'un idioma a un altre.
6. Quan sigui possible, els temes establerts en la primera nomenclatura del sistema solar han de ser utilitzats i ampliats.
7. La nomenclatura del sistema solar haurà de ser internacional en l'elecció de noms. Les recomanacions presentades a les comissions nacionals de la UAI seran considerades, però la selecció final dels noms és responsabilitat de la Unió Astronòmica Internacional. El WGPSN recolza fermament la selecció equitativa de noms de grups ètnics/països en cada mapa; no obstant això, és permès un percentatge major de noms del país que planegi un aterratge en els mapes del lloc d'aterratge.
8. Cap nom amb significat polític, militar o religiós podrà ser utilitzat, excepte els noms de les figures polítiques anteriors al segle xix. (Nota: aparentment, això només succeeix amb les religions que es practiquen avui dia àmpliament, ja que els déus i dees de les religions antigues són òbviament acceptables per la UAI.)
9. La commemoració de persones en cossos planetaris no ha de ser un objectiu en si mateix, sinó que ha de reservar-se per a les personalitats d'alt i durador prestigi internacional. Les persones que han de ser tan honorades hauran d'haver mort almenys tres anys abans.
10. Quan es conservi més d'una ortografia d'un nom, seran utilitzada l'ortografia preferida per la persona o la usada en referències d'autoritat. Els signes diacrítics són part necessària del nom i podran ser utilitzats.
11. La nomenclatura per als anells i taques en els anells, i els noms per als satèl·lits recentment descoberts es desenvoluparan en la deliberació conjunta entre el WGPSN i la Comissió 20 de la UAI. No s'assignaran noms als satèl·lits fins que els seus elements orbitals siguin raonablement ben coneguts o quan els accidents definitius n'hagin estat identificats.

A més d'aquestes normes generals, cada grup de treball desenvolupa convencions addicionals quan formula una nomenclatura interessant i significativa per als diferents cossos planetaris.

## Convencions de noms
Els noms de tots els accidents planetaris inclouran un terme descriptiu que refereixi quin tipus d'accident és, amb l'excepció de dos tipus: els cràters, el terme descriptiu dels quals és implícit; i també alguns accidents anomenats en Io i Tritó, que no porten un terme descriptiu perquè són efímers.
En general, la convenció de noms per a un tipus d'accident continua sent la mateixa amb independència de la seva grandària. Les excepcions a aquesta regla són les valls i cràters en Mart i Venus; els convenis de denominació d'aquests accidents en difereixen segons la grandària.
Una classificació d'accidents, regio (regions), va ser utilitzada originàriament en els primers mapes de la Lluna i de Mercuri (elaborats a partir d'observacions telescòpiques) per a descriure vagues característiques d'albedo. Ara s'utilitza per a delimitar una àmplia regió geogràfica.
Els accidents anomenats en cossos astronòmics tan petits que les coordenades no se n'hagin determinat encara seran identificats en les representacions del cos que són incloses en el volum de transaccions de la UAI de l'any en què es van adoptar els noms. Els anells de satèl·lits i les taques en els anells són anomenades pels científics que hagin estudiat aquests accidents; els dibuixos que mostrin aquests noms també s'inclouran en el pertinent volum de transaccions. Els noms per als accidents atmosfèrics són informals en l'actualitat; un sistema formal serà triat en el futur.
Els límits de molts accidents de gran grandària (com terrae, regions, planitiae i plana) no són topogràficament o geomorfològicament diferents i les coordenades d'aquests accidents són identificades des d'un punt central triat arbitràriament. Les fronteres (i per tant, les coordenades) es poden determinar amb major exactitud a partir de les dades geoquímiques i geofísiques que es puguin obtenir en missions futures.

## Descriptors (tipus d'accidents)
| Accident                             | Descripció | Designació |
| ------------------------------------ | --- | ---------- |
| Albedo                               | Una àrea que mostra contrast en lluentor o foscor (albedo) amb les àrees adjacents. Aquest terme està implícit.                                                                               | AL         |
| Arcus, arcūs                         | Accident corbat. | AR         |
| Astrum, astra                        | Accidents amb patrons radials sobre Venus. | AS         |
| Catena, catenae                      | Una cadena de cràters d'impacte sobre la superfície d'un cos astronòmic (per exemple, Enki Catena).                                                                                           | CA         |
| Cavus, cavi                          | Cavitats, depressions escarpades irregulars, generalment en matrius o grups. | CB         |
| Chaos, chaoses                       | Àrees planetàries perfectament delimitades la superfície de les quals és summament escarpada, trencadissa i esquerdada (per exemple, Iani Chaos).                                             | CH         |
| Chasma, chasmata                     | Una depressió caracteritzada per les seves escarpades cares, profunditat i longitud. El plural n'és chasmata (per exemple, Eos Chasma).                                                       | CM         |
| Collis, colles                       | Una col·lecció de petits pujols o knobs. | CO         |
| Corona, coronae                      | Un accident ovalat. S'utilitza només en Venus i Miranda. | CR         |
| Cràter, cràters                      | Cadascuna de les nombroses depressions circulars que deixa l'impacte d'un meteorit en la superfície d'un cos planetari. Aquest terme és implícit.                                             | AA         |
| Dorsum, dorsa                        | Cresta, de vegades anomenada cresta arrugada (per exemple, Dorsum Buckland). | DO         |
| Centre eruptiu                       | Un volcà actiu en Io. Aquest terme està implícit. | ER         |
| Facula, faculae                      | Cadascuna de les parts més brillants que s'observen en la superfície del Sol. | FA         |
| Farrum, farra                        | Estructura en forma de panqueque, o una filera d'aquestes estructures. | FR         |
| Flexus, flexūs                       | Cresta o serralada curvilínia molt baixa, amb un patró fistonat. | FE         |
| Fluctus, fluctūs                     | Terreny cobert per materials llançats d'un volcà. | FL         |
| Flumen, flumina                      | Canal en Tità que podria portar líquid. | FM         |
| Fossa, fossae                        | Depressió poc profunda, llarga i estreta. | FO         |
| Insula, insulae                      | Illa (illes), una zona aïllada de terra (o un grup de tals zones), envoltada, o gairebé envoltada, per una zona líquida (mar o llac). L'únic accident amb aquesta designació és Mayda Insula. | IN         |
| Labes, labēs                         | Enderrocs de lliscaments. S'utilitza només en Mart. | LA         |
| Labyrinthus, labyrinthi              | Complex d'intersecció de valls o serralades o crestes. | LB         |
| Lacus                                | Un llac o petita plana. Utilitzat en la Lluna, Mart i Tità. | LC         |
| Lloc d'aterratge (Landing site name) | Accidents lunars en, o prop de, el lloc d'allunatge de l'Apollo. | LF         |
| Grans anells (Large ringed feature)  | Accidents anellats críptics. | LG         |
| Lenticula, lenticulae                | Petites taques fosques en Europa. | LI         |
| Linea, lineae                        | Marques allargades fosques o brillants, que poden ser rectes o corbes. | LI         |
| Macula, maculae                      | Taca fosca, que pot ser irregular. | DT.        |
| Mare, maria                          | Un mar, una gran plana circular (per exemple, Mare Erythraeum). Utilitzat en la Lluna, Mart i Tità.                                                                                           | EM         |
| Mensa, mensae                        | Una prominència coronada plana, amb vores de penya-segats (com una taula). | MN         |
| Mons, montes                         | Mons es refereix a una muntanya. Montes es refereix a una cadena de muntanyes. | MO         |
| Oceanus                              | Àrea molt gran i fosca. S'utilitza només en la Lluna. | OC         |
| Palus, paludes                       | Maresma o petita plana. Utilitzat en la Lluna i Mart. | PA         |
| Patera, paterae                      | Cràter irregular o un complex amb vores ondades (per exemple, Ah Peku Patera). Generalment, es refereix a la depressió en forma de plat del cim d'un volcà.                                   | PE         |
| Planitia, planitiae                  | Plana baixa (per exemple, Amazonis Planitia). | PL         |
| Planum, plana                        | Una altiplà o plana elevada (per exemple, Planum Boreum). | PM         |
| Plume                                | Un accident criovolcànic en Tritó. Aquest terme actualment està en desús. | PU         |
| Promontorium, promontoria            | Cap o promontori. S'utilitza només en la Lluna. | PR         |
| Regio, regions                       | Grans àrees marcades per la reflexibilitat o diferent color de les àrees adjacents, o d'una àmplia regió geogràfica.                                                                          | RE         |
| Reticulum, reticula                  | Retícula (patró de xarxa) en Venus. | RT         |
| Rima, rimae                          | Fissura. S'utilitza només en la Lluna. | RI         |
| Rupes, rupēs                         | Escarpes. | RU         |
| Característica de satèl·lit          | Un accident que comparteix el nom d'un accident associat (per exemple, Hertzsprung D). | SF         |
| Scopulus, scopuli                    | Espadat irregular o lobulat. | SC         |
| Sinus, sinūs                         | Badia o ancorada, petita plana (per exemple, Sinus Meridiani). | SI         |
| Sulcus, sulci                        | Solcs i crestes subparal·lels. | EL SEU     |
| Terra, terrae                        | Extensa massa de terra (per exemple, Aràbia Terra). | TA         |
| Tessera, tesserae                    | Una àrea tessel·lada, com un mosaic, un terreny poligonal. Aquest terme s'utilitza només en Venus.                                                                                            | ET         |
| Tholus, tholi                        | Petita cúpula muntanyenca o pujol (per exemple, Hecates Tholus). | TH         |
| Unda, Undae                          | Un camp de dunes. | UN         |
| Vallis, valles                       | Una vall (per exemple, Valles Marineris). | VA         |
| Vastitas, vastitates                 | Una extensa plana. L'únic accident amb aquesta designació és Vastitas Borealis. | VS         |
| Virga, virgae                        | Un raig o una banda de color. | VI         |

## Categories per a designar accidents en planetes i satèl·lits

### Mercuri
| Tipus d'accident | Referència | Convenció de noms | Imatges |
| ---------------- | ---------- | --- | ------- |
| Cràters          |            | Artistes famosos, músics, pintors i autors morts                                                                                         |         |
| Dorsa            |            | Astrònoms que van fer estudis detallats del planeta                                                                                      |         |
| Fossae           |            | Obres arquitectòniques significatives |         |
| Montes           |            | Paraules per calent en diversos idiomes. Només una muntanya en l'actualitat porta nom Caloris Montes, de la paraula llatina per a calor. |         |
| Planitiae        |            | Noms de Mercuri (tant planeta com déu) en diversos idiomes                                                                               |         |
| Rupēs            |            | Els bucs d'expedicions de descobriment o d'expedicions científiques                                                                      |         |
| Valles           |            | Instal·lacions de radiotelescopi |         |

### Venus
Tots els accidents de Venus, menys tres, tenen noms de dones. Les tres excepcions van ser anomenades abans que la convenció fos aprovada, i són, respectivament, Alpha Regi, Beta Regi i Maxwell Montes, que porta el nom de James Clerk Maxwell.
| Tipus d'accident | Referència | Convenció de noms |
| ---------------- | ---------- | --- |
| Astra            |            | Dees, diversos |
| Chasmata         |            | Dees de la caça; dees de la Lluna                                                                                     |
| Colles           |            | Dees del mar |
| Coronae          |            | Dees de la fertilitat i la terra                                                                                      |
| Cràters          |            | Més de 20 km: dones famoses; menys de 20 km: noms comuns de dona                                                      |
| Dorsa            |            | Dees del cel |
| Farra            |            | Dees de l'aigua |
| Fluctūs          |            | Dees, diversos |
| Fossae           |            | Dees de la guerra |
| Labyrinthi       |            | Dees, diversos |
| Lineae           |            | Dees de la guerra |
| Montes           |            | Dees, diversos (també científics de radar)                                                                            |
| Paterae          |            | Dones famoses |
| Planitiae        |            | Heroïnes mitològiques                                                                                                 |
| Plana            |            | Dees de la prosperitat                                                                                                |
| Regions          |            | Gegantes i Titànides (també dos alfanumèrics grecs)                                                                   |
| Rupēs            |            | Dees del cor i la llar                                                                                                |
| Terrae           |            | Dees de l'amor |
| Tesserae         |            | Dees de la destinació i la fortuna                                                                                    |
| Tholi            |            | Dees, diversos |
| Undae            |            | Dees del desert |
| Valles           |            | Paraules per al planeta Venus en diferents idiomes del món (400 km i més); dees del riu (menys de 400 km de longitud) |

### La Lluna
| Tipus d'accident             | Convenció de noms |
| ---------------------------- | --- |
| Cràters                      | Els cràters són anomenats generalment amb noms de científics, acadèmics, artistes i exploradors morts que hagin realitzat aportacions destacades o contribucions fonamentals en el seu camp. A més, els cràters en o al voltant del Mare Moscoviensis porten el nom de cosmonautes russos difunts i els cràters en i al voltant del cràter Apol·lo porten el nom d'astronautes nord-americans morts (vegeu morts en la cursa espacial). Aquesta convenció podrà ser ampliada si altres països actius en l'espai sofreixen accidents mortals en els vols espacials. |
| Lacūs, maria, paludes, sinūs | A aquests accidents, se'ls assignen noms en llatí que són termes que descriuen el clima i altres conceptes abstractes. |
| Montes                       | Les muntanyes porten el nom de les serralades terrestres o cràters propers. |
| Rupēs                        | Els rupēs porten el nom de les cadenes muntanyenques properes (vegeu més amunt). |
| Valles                       | Les valls s'anomenen segons els accidents propers. |
| Altres                       | Els accidents que no pertanyen a cap de les categories anteriors tenen el nom de cràters propers. |

### Mart i satèl·lits marcians
| Planeta/satèl·lits | Tipus d'accident | Convenció de noms | Imatge |
| ------------------ | ---------------- | --- | ------ |
| Mart               | Grans cràters    | Científics morts que han contribuït a l'estudi de Mart; escriptors i d'altres que han contribuït a la tradició de Mart |        |
| Mart               | Petits cràters   | Pobles del món amb una població de menys de 100.000 habitants |        |
| Mart               | Grans valls      | Noms de Mart en diversos idiomes |        |
| Mart               | Petites valls    | Noms de rius, clàssics o moderns |        |
| Mart               | Altres accidents | Per a altres accidents propers d'albedo anomenats en els mapes de Schiaparelli o Antoniadi. |        |
| Deimos             | -                | Els accidents de Deimos porten el nom dels autors que van escriure sobre els satèl·lits de Mart. Hi ha actualment dos accidents anomenats en Deimos: cràter de Swift i el cràter Voltaire, que porten el nom de Jonathan Swift i Voltaire, que va predir la presència de les llunes de Mart |        |
| Fobos              |                  | Tots els accidents en Fobos tenen el nom dels científics involucrats en el descobriment, dinàmica o propietats dels satèl·lits de Mart o de persones i llocs de l'obra de Jonathan Swift, Els viatges de Gulliver                                                                           |        |

Quan les sondes espacials van aterrar a Mart alguns petits accidents, com roques, dunes i depressions, es van nomenar amb noms informals en anglès, molts d'ells frívols, com el nom d'un gelat (com Cookies N Cream), personatges de dibuixos animats (com SpongeBob SquarePants i Patrick) o músics dels anys 1970 (com ABBA i els Bee Gees).

### Satèl·lits de Júpiter
| Planeta/satèl·lits | Tipus d'accident        | Convenció de noms |   | |
| ------------------ | ----------------------- | ----------------- | - | --- |
| Amaltea            | -                       |                   |   | Persones i llocs associats amb el mite d'Amaltea. |
| Tebe               | -                       | -                 | - | Persones i llocs associats amb el mite de Tebe. Només hi ha un accident a Tebe, el cràter Zeto. |
| Io                 | Centres eruptius actius |                   |   | Els volcans actius són anomenat segons els herois o déus del foc, el sol o el tro. |
| Io                 | Catenae                 | -                 |   | Les cadenes de cràters tenen noms de déus solars. (Ja no s'usen, el plural de patera s'utilitza ara en el seu lloc.)                                                                                   |
| Io                 | Fluctūs                 | -                 |   | Els noms de fluctus es deriven d'un accident anomenat proper, déus, dees i herois o forjadors mítics del foc, el sol, el tro o el volcà.                                                               |
| Io                 | Mensae, montes i plana  | -                 |   | Aquestes taules, muntanyes i altiplans poden ser anomenades segons llocs relacionats amb la mitologia de Io, derivats d'accidents anomenats propers o llocs de l'Infern de la Divina Comèdia de Dante. |
| Io                 | Paterae                 | -                 |   | Les paterae de Io són anomenades segons déus, herois o dees o ferrers mítics del foc, el sol, el tro o el volcà.                                                                                       |
| Io                 | Regions                 | -                 |   | Les regions en Io són anomenades segons llocs associats amb la mitologia de Io, derivats d'accidents anomenats propers o llocs de l'Infern de la Divina Comèdia de Dante.                              |
| Io                 | Tholi                   | -                 |   | Els volcans d'escut de Io són anomenats segons llocs associats amb la mitologia de Io, derivats d'accidents anomenats propers o llocs de l'Infern de la Divina Comèdia de Dante.                       |
| Io                 | Valles                  | -                 |   | Els noms de les valls deriven d'accidents anomenats propers. |
| Europa             | Chaos                   | -                 | - | Llocs associats amb els mites cèltics. |
| Europa             | Cràters                 | -                 | - | Déus i herois cèltics. |
| Europa             | Flexus                  | -                 | - | Llocs associats amb els mites d'Europa. |
| Europa             | Grans anells            | -                 | - | Cercles de pedra cèltics. |
| Europa             | Lenticulae              | -                 | - | Déus i herois cèltics. |
| Europa             | Lineae                  | -                 | - | Persones associades amb els mites d'Europa. |
| Europa             | Maculae                 | -                 | - | Llocs associats amb els mites d'Europa. |
| Europa             | Regions                 | -                 | - | Llocs associats amb els mites cèltics. |
| Ganímedes          | Catenae, cràters        | -                 | - | Déus i herois de pobles del Creixent Fèrtil. |
| Ganímedes          | Faculae                 | -                 | - | Llocs associats amb els mites d'Egipte. |
| Ganímedes          | Fossae                  | -                 | - | Déus (o prínceps) d'antics pobles del Creixent Fèrtil. |
| Ganímedes          | Paterae                 | -                 | - | Paterae en Ganímedes són anomenats segons uadis en el Creixent Fèrtil. |
| Ganímedes          | Regions                 | -                 | - | Astrònoms que van descobrir satèl·lits jovians. |
| Ganímedes          | Sulci                   | -                 | - | Llocs associats amb mites d'antics pobles. |
| Cal·listo          | Grans anells            | -                 | - | Llars de déus i herois. |
| Cal·listo          | Cràters                 | -                 | - | Herois i heroïnes de mites del nord. |
| Cal·listo          | Catenae                 | -                 | - | Llocs mitològics en latituds altes. |

### Satèl·lits de Saturn

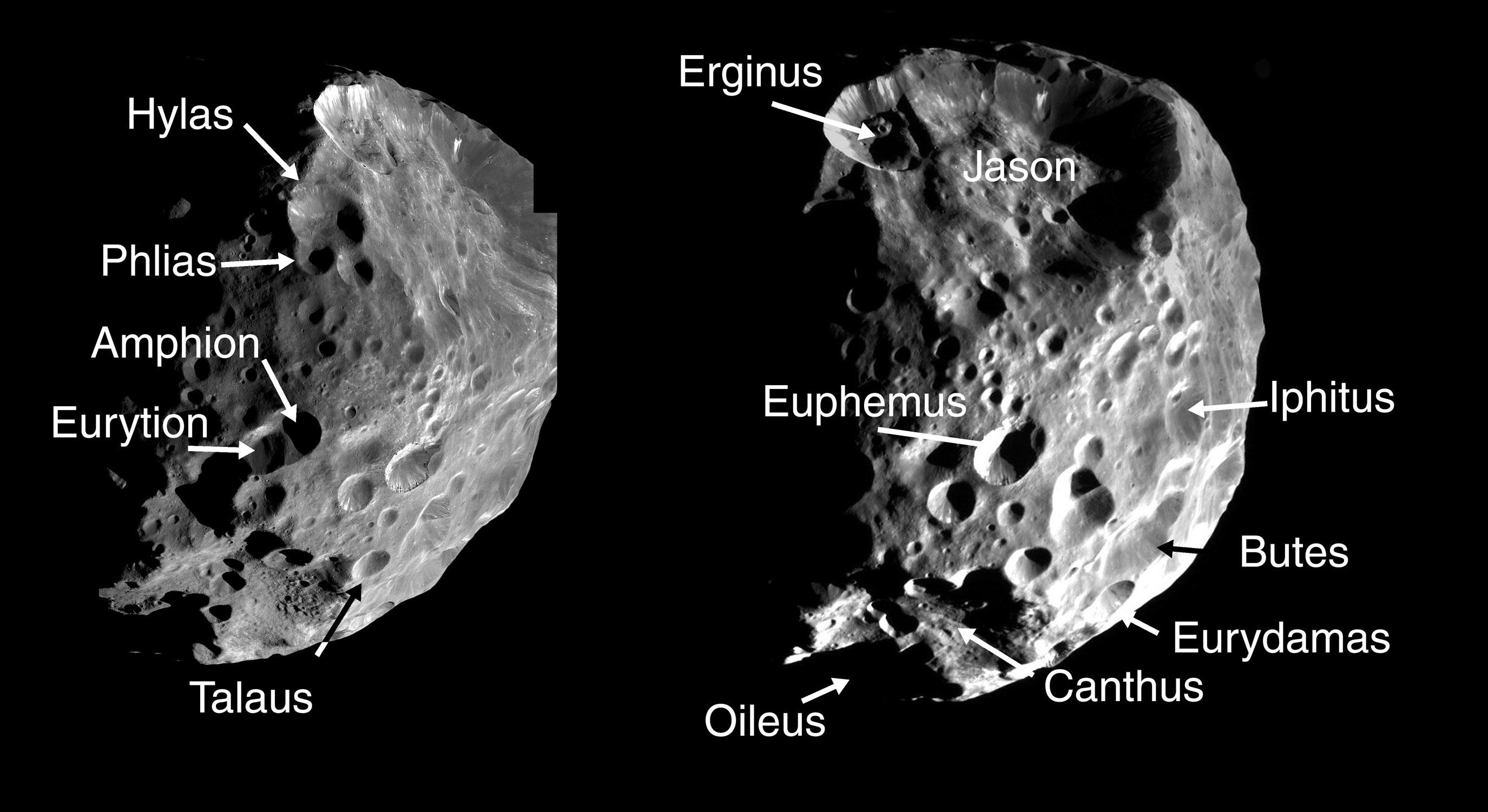
Exemples de la nomenclatura de cràters a Febe

| Planeta/satèl·lits | Tipus d'accident                        | Convenció de noms |                                                                                               |
| ------------------ | --------------------------------------- | --- | --------------------------------------------------------------------------------------------- |
| Janus              | -                                       | - | La gent del mite de Càstor i Pòl·lux                                                          |
| Epimeteu           | -                                       | - | Persones associades amb el mite de Càstor i Pòl·lux                                           |
| Mimas              | -                                       | - | Les persones i les obres de les llegendes de La mort d'Arthur (traducció de Baines) de Malory |
| Encèlad            | -                                       | - | Les persones i les obres d'Arabian Nights de Burton                                           |
| Tetis              | -                                       | - | Persones i llocs associats amb l'Odissea d'Homer                                              |
| Dione              | -                                       | - | Persones i llocs associats amb l'Eneida de Virgili                                            |
| Rea                | -                                       | - | Persones i llocs dels mites de la creació                                                     |
| Tità               | Principals accidents brillants d'albedo | Llocs sagrats o encantats de llegendes, mites, contes i poemes de les cultures de tot el món                                                          |                                                                                               |
| Tità               | Principals accidents foscos d'albedo    | Mars primordials o aigües encantades llegendàries o mítiques de les cultures del món                                                                  |                                                                                               |
| Tità               | Cràters (i llacs si estan presents)     | Llacs de tots els continents de la Terra |                                                                                               |
| Tità               | Canals fluvials                         | Rius de tots els continents de la Terra |                                                                                               |
| Tità               | Planitiae i labyrinthi                  | Planetes de l'Univers Dune |                                                                                               |
| Tità               | Uns altres accidents                    | Deïtats de la felicitat, la pau i l'harmonia de les cultures del món                                                                                  |                                                                                               |
| Hiperió            | -                                       | - | Deïtats del Sol i la Lluna                                                                    |
| Jàpet              | -                                       | - | Les persones i les obres de la traducció de Sayers de Cançó de Rotllà                         |
| Febe               | Cràters                                 | Els cràters de Febe són anomenats segons persones associades amb el mite de Febe o persones de les Argonàtiques d'Apol·loni de Rodes o de Valeri Flac |                                                                                               |
| Febe               | Uns altres                              | Els accidents no cràters en Febe són anomenats segons llocs de les Argonàutiques                                                                      |                                                                                               |

### Satèl·lits d'Urà
| Planeta/satèl·lits | Convenció de noms |
| ------------------ | --- |
| Puck               | Esperits entremaliats (Puck) |
| Miranda            | Personatges i llocs de les obres de Shakespeare |
| Ariel              | Esperits lluminosos (individuals i classes) |
| Umbriel            | Esperits de la foscor (individuals) |
| Titània            | Personatges femenins i llocs de Shakespeare |
| Oberó              | Herois tràgics i llocs de Shakespeare |
| Petits satèl·lits  | No hi ha cap accident amb nom en els petits satèl·lits d'Urà; encara que la convenció de la nomenclatura a usar és el d'heroïnes d'obres de Shakespeare i Pope |

### Satèl·lits de Neptú
| Planeta/satèl·lits | Convenció de noms |
| ------------------ | --- |
| Proteu             | Els accidents de Proteu seran anomenats segons esperits relacionats amb l'aigua, déus o dees que no siguin ni grecs ni romans. L'únic accident de Proteu és Fars. |
| Tritó              | Els accidents geològics en Tritó hauran de tenir noms aquàtics, excepte aquells d'origen romà i grec. Possibles temes per als termes descriptius individuals inclouen els esperits aquàtics de tot el món, famoses fonts terrestres o localitzacions de fonts, accidents terrestres aquàtics, guèisers terrestres famosos o localitzacions de guèisers i illes terrestres. |
| Nereida            | Actualment no hi ha accidents anomenats a Nereida. Quan es descobreixen, s'usaran noms de nereides individuals. |
| Petits satèl·lits  | Els accidents d'altres satèl·lits de Neptú, una vegada descoberts, han de ser anomenats segons déus i dees associats amb la mitologia de Neptú/Posidó o éssers mitològics aquàtics genèrics. |

### Plutó
No hi ha cap accident anomenat en Plutó perquè és extremadament difícil distingir accidents en la superfície amb els telescopis actuals. Quan siguin descoberts, bé per observació telescòpica o el sobrevol de la New Horizons el 2015, els accidents de la superfície de Plutó seran anomenats segons deïtats de l'inframón.

### Asteroides
| Asteroides         | Tipus d'accident | Convenció de noms                                                |
| ------------------ | ---------------- | ---------------------------------------------------------------- |
| (243) Ida          | Cràters          | Cavernes i grutes del món                                        |
| (243) Ida          | Dorsa            | Participants en el projecte Galileu                              |
| (243) Ida          | Regions          | Descobridor d'Ida i llocs relacionats amb el descobridor         |
| (243) Ida I Dactyl | Cràters          | Dàctils d'Ida                                                    |
| (951) Gaspra       | Cràters          | Spas del món                                                     |
| (951) Gaspra       | Regions          | Descobridor de Gaspra i participants en el projecte Galileu      |
| (253) Matilde      | Cràters          | Camps de carbó i conques del món                                 |
| (433) Eros         | Cràters          | Noms mitològics i llegendaris de caràcter eròtic                 |
| (433) Eros         | Regions          | Descobridors d'Eros                                              |
| (433) Eros         | Dorsa            | Científics que hagin contribuït a l'exploració i l'estudi d'Eros |
| (25143) Itokawa    |                  |                                                                  |

La UAI ha anomenat cràters i regions d'Itokawa, però no ha revelat l'existència de convenis sobre la seva denominació.